# Józef Stachowicz
Józef Stachowicz, ps. „Halban” (ur. 27 stycznia 1900 w Posadzie Jaćmierskiej, zm. 22 lipca 1985 w Sanoku) – polski nauczyciel polonista, pedagog, uczestnik dwóch wojen, organizator tajnego nauczania w powiecie sanockim podczas II wojny światowej.

## Życiorys

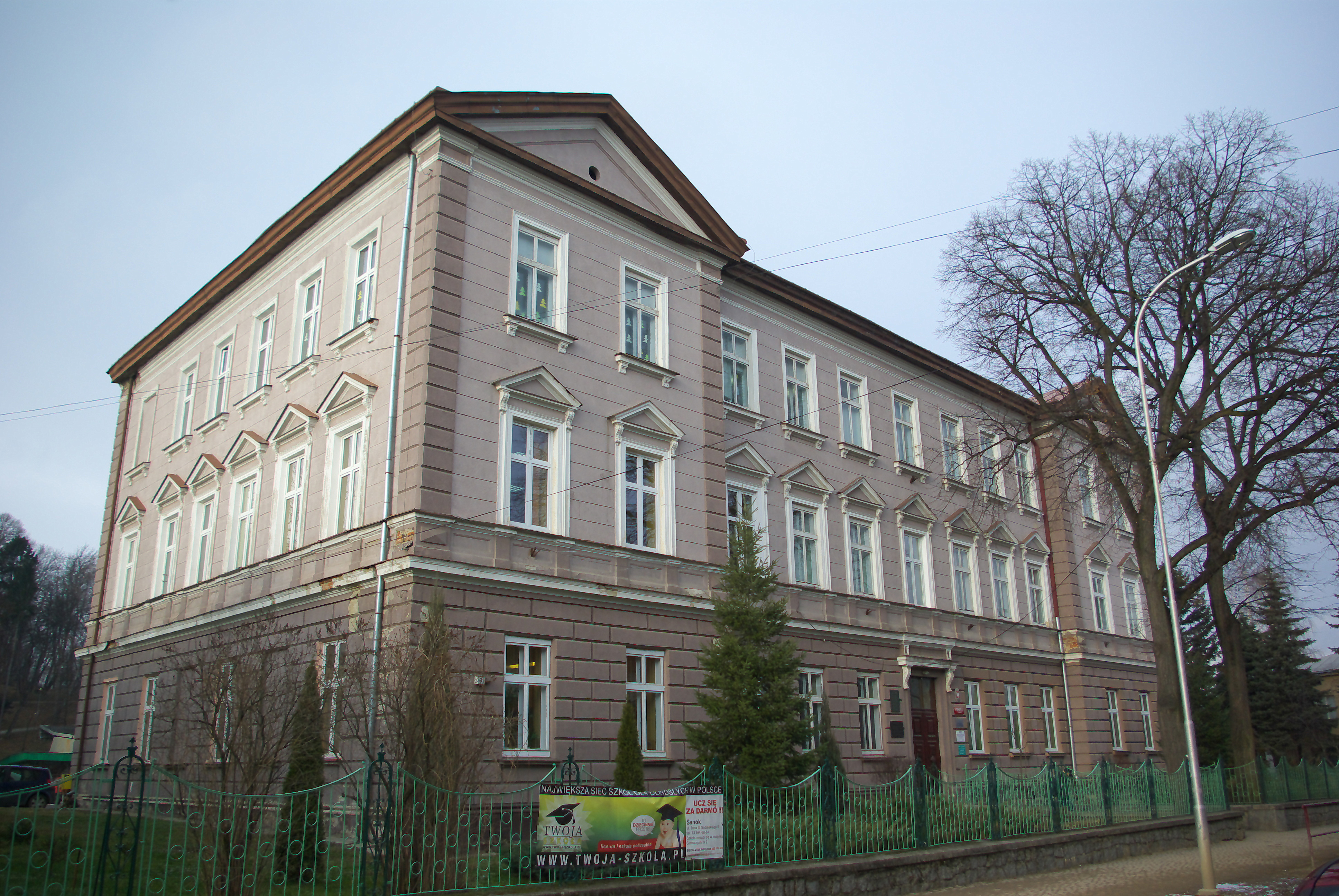
Budynek Gimnazjum w Sanoku

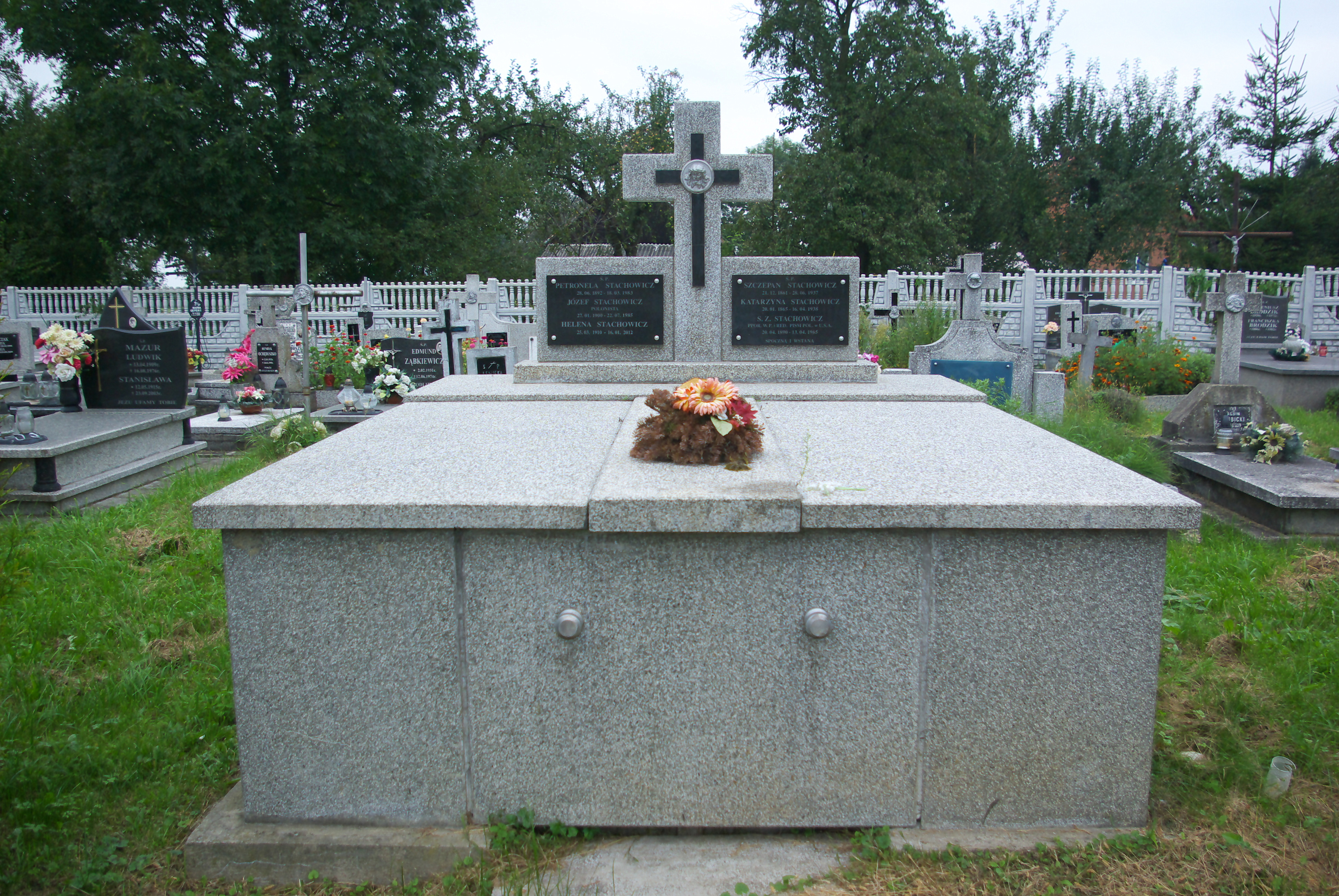
Grobowiec rodziny Stachowiczów w Jaćmierzu

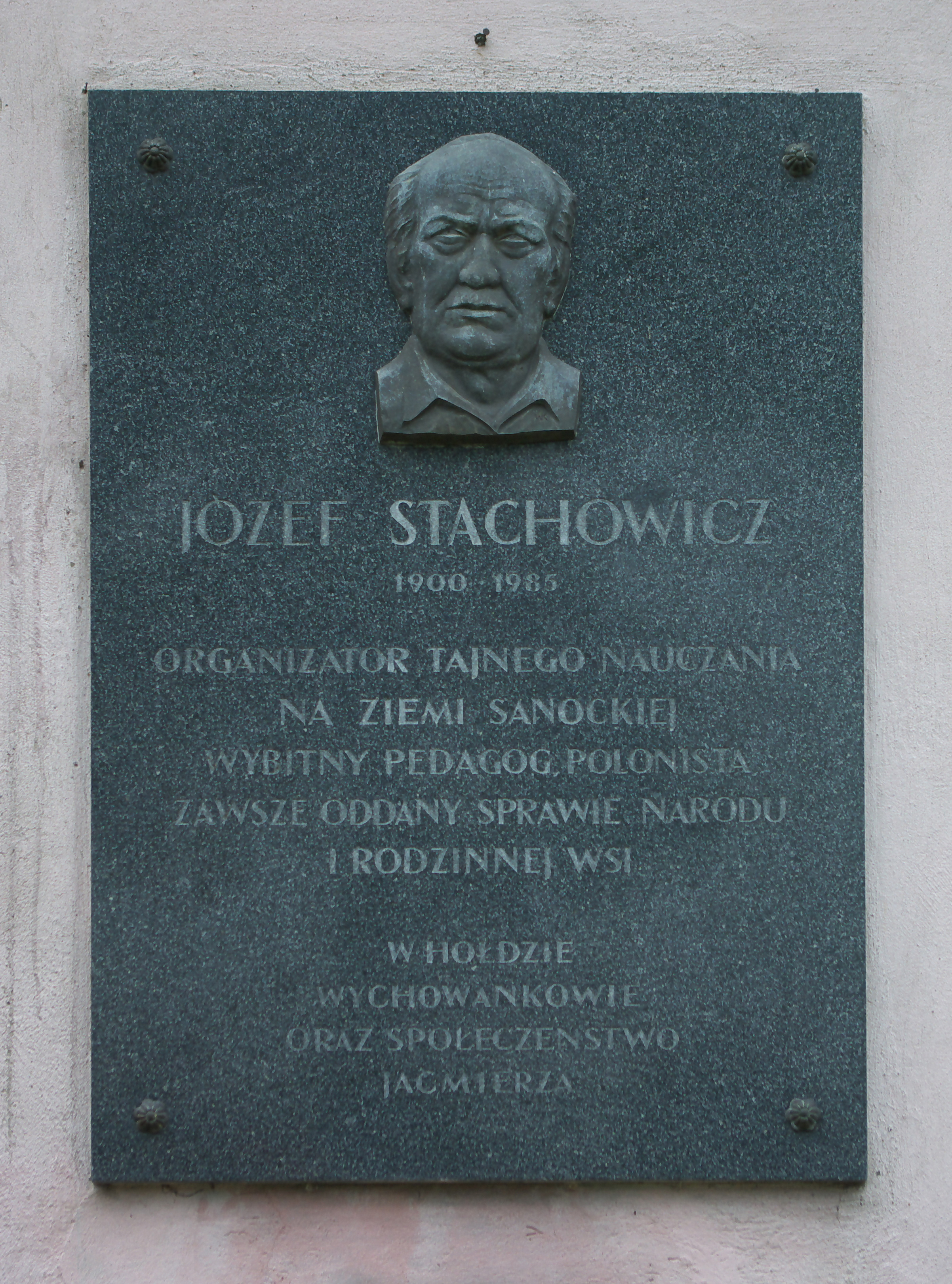
Tablica upamiętniająca Józefa Stachowicza za budynku starej szkoły w Jaćmierzu

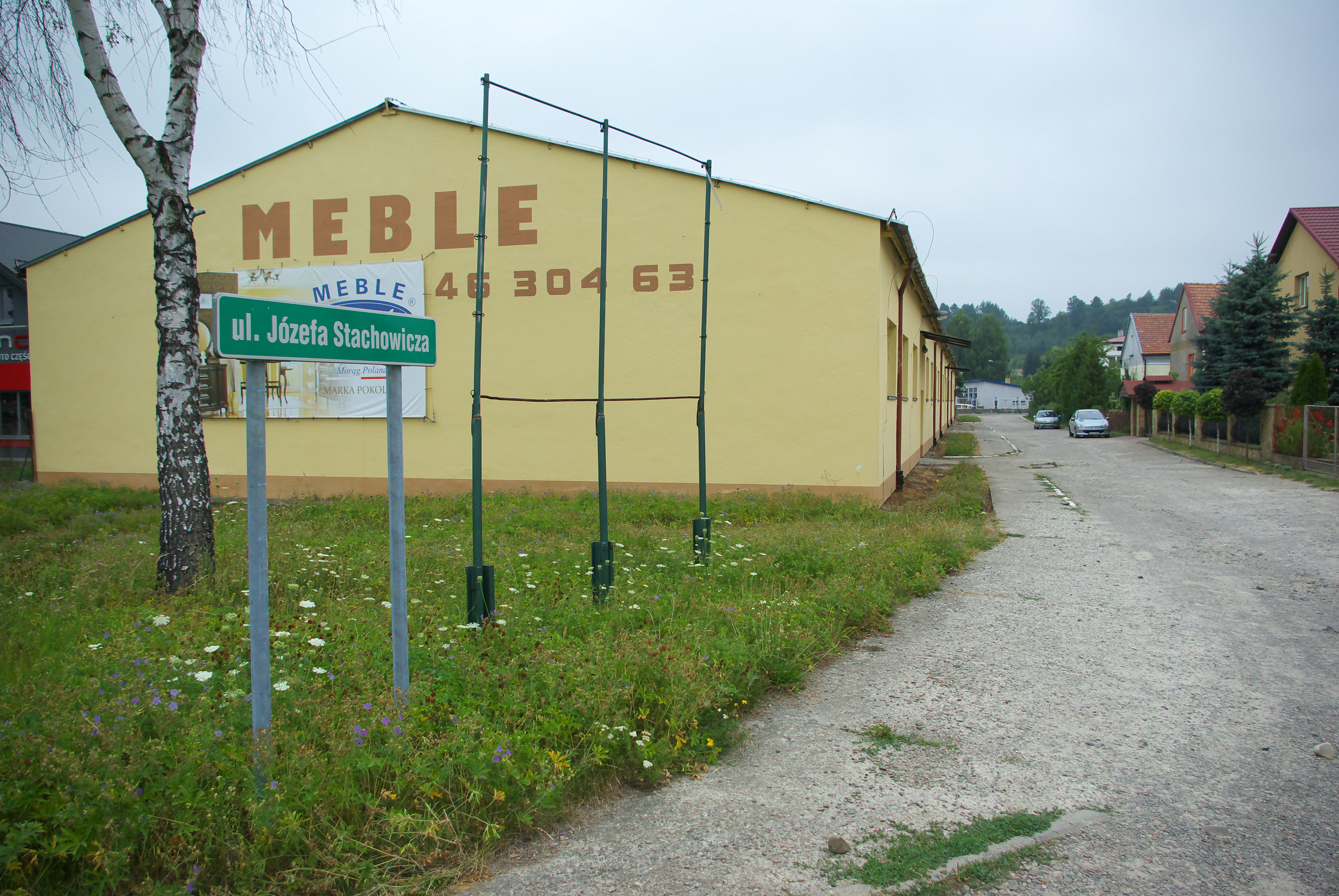
Ulica Józefa Stachowicza w Sanoku

Urodził się 27 stycznia 1900 w Posadzie Jaćmierskiej. Pochodził z wielodzietnej rodziny chłopskiej Szczepana Stachowicza (1861-1937) i Katarzyny z domu Radwańskiej (1865-1938). Miał sześcioro rodzeństwa. Matka prowadziła gospodarstwo, a ojciec początkowo był terminatem u Zenona Słoneckiego w jego dobrach Jurowce, następnie pracował w zespole dworskim w sąsiedniej Strachocinie. Jego rodzeństwem byli Petronela, Ksawera, Zofia, Maria, Stanisław, Szczepan (żołnierz, działacz emigracyjny w USA). Uczył się w czteroklasowej szkole ludowej w Jaćmierzu, potem od 1913 w Gimnazjum Klasycznym w Brzozowie, a następnie od 1915 kontynuował edukację w Sanoku, gdzie 21 czerwca 1921 zdał egzamin dojrzałości w Państwowym Gimnazjum im. Królowej Zofii w Sanoku (w jego klasie byli Stanisław Hroboni, Józef Lubowiecki, Józef Skoczyński). Podczas nauki gimnazjalnej, w czasie po odzyskaniu przez Polskę niepodległości jako gimnazjalista ochotniczo wstąpił do 3 batalionu Strzelców Sanockich, w szeregach którego na przełomie 1918/1919 brał udział w walkach polsko-ukraińskich (w okolicach Komańczy z tzw. Republiką Komańczańską i nad Zbruczem). Rok później w szeregach batalionu zapasowego 2 pułku Strzelców Podhalańskich uczestniczył w wojnie polsko-bolszewickiej (bitwa o Brześć, bitwa białostocka, bitwa nad Niemnem, za co otrzymał Krzyż Walecznych i Medal Pamiątkowy za Wojnę 1918–1921 „Polska Swemu Obrońcy”.
Po zakończeniu wojny, zdaniu egzaminu dojrzałości w 1921, przez rok pracował daleko od domu w szkole we wsi Zawady na Kurpiach (okolice Ostrołęki). Za uzyskane w ten sposób pieniądze mógł rozpocząć studia polonistyczne, które odbył w latach 1922–1926 na Wydziale Humanistycznym Uniwersytetu Jana Kazimierza we Lwowie. Jego wieloletnim przyjacielem w Sanoku i we Lwowie był Walerian Bętkowski. Podczas studiów był zastępcą przewodniczącego koła polonistów, sekretarzem Akademickiego Koła Sanoczan (należeli do niego także m.in. W. Bętkowski, Maria Myćka, Stanisław Hroboni, Józef Kucharski, Marian Strzelbicki, Julian Puzdrowski).
Studia ukończył na podstawie pracy magisterskiej pt. „Stosunek poetów polskich do Napoleona”, napisanej pod kierunkiem prof. Wilhelma Bruchnalskiego, dzięki którego wstawiennictwu otrzymał wsparcie stypendialne w kwocie 60 zł miesięcznie, co umożliwiało dalszą naukę. Następnie od 1926 do 1932 pracował w Prywatnym Seminarium Nauczycielskim w Przemyślu. W tym czasie, w rodzinnym Jaćmierzu był twórcą i organizatorem teatru amatorskiego oraz inicjatorem ustanowienia pomnika (1930), pamięci poległych podczas I wojny światowej i wojny 1918-1920. W lipcu 1931 w przemyskiej dzielnicy Błonie/Bakończyce wziął ślub z Heleną Kosińską (udzielił go pochodzący z Posady Jaćmierskiej ks. Jan Stączek, absolwent sanockiego gimnazjum), siostrą mjr. Korneliusza Kosińskiego. W 1931 zdał egzamin pedagogiczny. W przemyskim gimnazjum pełnił także funkcję administratora, którą od 1931 przejęła jego żona, absolwentka seminarium żeńskiego. W Przemyślu był członkiem Polskiego Stronnictwa Ludowego „Piast”.
W 1932 przeniósł się do Stanisławowa, gdzie w tamtejszym Liceum Handlowym aż do wybuchu II wojny światowej w 1939 był polonistą i zastępcą dyrektora. Po agresji ZSRR na Polskę z 17 września 1939, w listopadzie 1939 przedarł się do Przemyśla z terenów okupowanych przez sowietów na obszar okupacji niemieckiej (w mieście granicę wpływów obu agresorów wyznaczała rzeka San). W lutym 1940 urodził się jego jedyny syn Janusz. Na wiosnę 1940, przez Warszawę przybył do rodzinnego Jaćmierza. Tam do 1942 był członkiem komisji kontyngentowej. Ponadto został współorganizatorem IX placówki w dystrykcie krakowskim, kontynuującej tajne nauczanie w Jaćmierzu i powiecie sanockim (w tym rejonie w tajnym nauczaniu istotne rolę odgrywali także Zofia Skołozdro, Jadwiga Zaleska). Współpracowali z nim także Jan Radożycki ps. „Owczarek”, Józef Czuchra ps. „Orski” (którym także udzielał schronienia), zaś instrukcje, okólniki, wskazówki oraz książki i wsparcie finansowe udzielał mu Karol Ziarno ps. „Sikora” z Krakowa.
W ramach Powiatowej Delegatury Rządu – Sanok pełnił funkcje referenta szkolnictwa średniego i przewodniczącego tajnej Państwowej Komisji Egzaminacyjnej w ramach powstałej latem 1942 Powiatowej Komisji Oświaty i Kultury w Sanoku (przeprowadził łącznie 280 egzaminów maturalnych). Działał pod pseudonimem Halban. Dokumenty i świadectwa egzaminacyjne z tajnych kompletów przechowywał w słoikach zakopywanych w ziemi.
W latach 1944–1946 kierował gimnazjum w Jaćmierzu, które sam stworzył. W 1946 powierzono mu powołanie Liceum Pedagogicznego w Sanoku (w budynku szkoły im. Tadeusza Kościuszki w dzielnicy Posada), którego był założycielem i dyrektorem (mieściło się w obecnej Szkole Podstawowej nr 3 im. Tadeusza Kościuszki). W 1951 został z tej funkcji usunięty (formalnie zmuszony do złożenia rezygnacji) w ramach reperkusji za odmowę współpracy z funkcjonariuszami Urzędu Bezpieczeństwa. Był zatrzymywany i indagowany przez funkcjonariuszy UB. Został następnie przesunięty na etat nauczyciela; do 1956 do 1962 pełnił także funkcję zastępcy dyrektora w macierzystym Liceum Ogólnokształcącym Męskim w Sanoku. W okresie powojennym niekorzystnie układały się stosunki J. Stachowicza z ówczesnym dyrektorem Józefem Pohorskim. Józef Stachowicz był inicjatorem i współorganizatorem zjazdu koleżeńskiego z okazji 70–lecia pierwszej matury w gimnazjum, który odbył się w dniach 21–22 czerwca 1958 (wzięło w nich udział 1300 osób). W komitecie organizacyjnym był przewodniczącym komisji wydawniczej. W publikacji pt. Księga pamiątkowa Gimnazjum Męskiego w Sanoku 1888-1958 był głównym redaktorem, autorem kilku rozdziałów oraz opublikował w niej listę 24 absolwentów gimnazjum w Sanoku, ofiar zbrodni katyńskiej (rozdział pt. W służbie ojczyzny). Był w komitecie redakcyjnym wydanej w 1960 publikacji pt. Dwa dni w mieście naszej młodości. Sprawozdanie ze zjazdu koleżeńskiego wychowanków Gimnazjum Męskiego w Sanoku w 70-lecie pierwszej matury w roku 1958 podsumowującego zjazd absolwentów sanockiego gimnazjum (1960).
Był członkiem działającego przy sanockiej bibliotece od 1956 Koła Miłośników Książki. W 1962 odszedł na emeryturę, jednak przez następne lata do 1967 pracował jako nauczyciel na pół etatu, jak również w dalszym ciągu publikował w pismach „Nowiny”, „Podkarpacie”, „Profile”. Na emeryturze działając w ramach Towarzystwa Wiedzy Powszechnej (był członkiem TPW przez 20 lat) wygłosił ok. 800 wykładów we wsiach powiatu sanockiego. Został przewodniczącym sekcji wydawniczej w Towarzystwie Rozwoju i Upiększania Miasta Sanoka (założonego w 1964), wydającej „Rocznik Sanocki”. Był inicjatorem powstania tego periodyku, organizatorem jego pierwszego wydania z 1963 i publikował na jego łamach. Był współredaktorem publikacji Księga pamiątkowa Gimnazjum Męskiego w Sanoku: 1888-1958 (wraz z nim Edmund Słuszkiewicz). Napisał monografię Jaćmierza i był organizatorem obchodów 600–lecia tej miejscowości w 1960. Z jego inicjatywy na gmachu starej szkoły w Jaćmierzu w 1964 została ustanowiona tablica pamiątkowa honorująca jej dyrektora Stanisława Haducha (autorstwa Romana Tarkowskiego). Współorganizował obchody 800-lecia miasta Sanoka. Był również autorem wspomnień O sobie samym oraz Miniony czas (pierwsze jako maszynopis pamiętników pisanych do 1875, przekazany do Ossolineum we Wrocławiu), drugie spisywał od czasu okupacji niemieckiej po skończeniu 42 roku życia; zostały wydane w lipcu 1994 z przedmową i pomocą prof. Jana Skoczyńskiego, ucznia J. Stachowicza w sanockim gimnazjum).
Po zakończeniu wojny zamieszkiwał w Sanoku: najpierw przy ulicy Młynarskiej, od 1946 przy ulicy Bartosza Głowackiego 23, od grudnia 1967 przy ulicy Ignacego Daszyńskiego 15/9. Swoje wspomnienia i opracowania przekazał na rzecz Zakładu Narodowego im. Ossolińskich we Wrocławiu.
Zmarł 22 lipca 1985 w Sanoku po ciężkiej chorobie. Został pochowany w rodzinnym grobowcu na nowym cmentarzu w Jaćmierzu.
W 1994 ukazała się publikacja pt. Miniony czas stanowiąca wspomnienia Józefa Stachowicza (w 1995 pozytywnie wypowiedział się o niej Jan Szczepański). Ciepło o Józefie Stachowiczu wspominał ks. Adam Sudoł.
Jego syn Janusz Stachowicz został lekarzem weterynarii.

## Publikacje
- Stosunek Mickiewicza do Napoleona (1930)
- Księga pamiątkowa Gimnazjum Męskiego w Sanoku 1888-1958 (redaktor)
- Dwa dni w mieście naszej młodości. Sprawozdanie ze zjazdu koleżeńskiego wychowanków Gimnazjum Męskiego w Sanoku w 70-lecie pierwszej matury w roku 1958. Warszawa: 1960, s. 2. (współautor)
- 150-letni spór wsi z dworem (w: „Nowa Wieś” 1960)
- Milknące echa – refleksje z tajnego nauczania (w: „Roczniki Komisji Nauk Pedagogicznych” 3/1962)[74]
- Uczczenie zasług nauczyciela-społecznika St. Haducha (w: „Przegląd Historyczno-Oświatowy” 4/1965)
- 160 lat walki ze dworem w Jaćmierzu (w: „Rocznik Sanocki” 1967)
- Oświata i kultura oraz język Jaćmierza i Bażanówki (w: „Rocznik Sanocki” 1967)
- Dynastia górali-latarników (w: „Nowiny Rzeszowskie” 1977)
- Saga rodu Wzorków (w: „Podkarpacie” 25/1977)
- Refleksie po jubileuszu (w. „Profile” 2/1981)[75]
- Próba monografii Jaćmierza, Posady i Bażanówki'' (maszynopis)
- O sobie samym (maszynopis)
- Miniony czas (1994, pośmiertnie, przedmowa: Jan Skoczyński)

## Odznaczenia
Wojskowe
- Krzyż Walecznych nr 58296 (rozkaz min. K. Sosnkowskiego nr 1875/23 z 21 marca 1923)[16]
- Medal Pamiątkowy za Wojnę 1918–1921 „Polska Swemu Obrońcy”
- Odznaka pamiątkowa „Armia Ochotnicza gen. Hallera w bój na zwycięstwo”
- Odznaka pamiątkowa „Stanęli w Potrzebie 1920”

Cywilne
- Krzyż Kawalerski Orderu Odrodzenia Polski (1963, za działalność nauczycielską)[58]
- Złoty Krzyż Zasługi (1957)[50]
- Medal Komisji Edukacji Narodowej (1980)[76][77]
- Złota Odznaka ZNP[76]
- Odznaka „Zasłużony dla Towarzystwa Wiedzy Powszechnej”[78]

## Upamiętnienie
- W lipcu 1991 na fasadzie budynku starej szkoły w Jaćmierzu została umieszczona tablica pamiątkowa honorująca Józefa Stachowicza (wykonał ją Roman Tarkowski).
- W Sanoku w dzielnicy Dąbrówka znajduje się ulica nazwana jego imieniem i nazwiskiem[79].